# Sportverein Darmstadt 1898 2023-2024
Questa voce contiene le informazioni riguardanti lo Sportverein Darmstadt 1898 nelle competizioni ufficiali della stagione sportiva 2023-2024.

## Stagione
La stagione 2023-2024 rappresenta, per il Darmstadt, complessivamente la quinta trascorsa nella massima serie tedesca, la prima dal 2016-2017. La squadra ha svolto il ritiro precampionato dal 22 al 30 luglio nei pressi dell'Hotel Krone ad Hayna, località in Renania-Palatinato.
L'avvio in campionato è deludente: dopo aver perso, alla prima giornata, il sentitissimo derby contro i corregionali dell'Eintracht Francoforte (1-0, rete di Kolo Muani) i gigli incassano altre due pesanti sconfitte nelle successive due partite, per mano dell'Union Berlino (1-4) e del Bayer Leverkusen (5-1). L'unico punto conquistato nelle prime cinque uscite del torneo matura alla fine di una clamorosa rimonta subìta nel match del quarto turno contro il Borussia M'gladbach, capace di azzerare l'iniziale svantaggio di tre reti con altrettante marcature nella seconda frazione. La sconfitta per 3-1 contro lo Stoccarda relega all'ultimo posto il Darmstadt, che sembra comunque ritrovarsi grazie a due vittorie consecutive (Werder Brema e Augusta) le quali gli permettono di abbandonare la zona retrocessione e issarsi, conseguentemente, all'11º posto.
Tuttavia, la squadra precipita nuovamente in un lunghissimo periodo di estrema difficoltà. La sconfitta interna contro il RB Lipsia (1-3) precede di una giornata la disastrosa prestazione offerta all'Allianz Arena contro il Bayern Monaco del nuovo acquisto Harry Kane: dopo aver retto sullo 0-0 in inferiorità numerica (9 contro 10) per tutto il primo tempo, nella ripresa gli ospiti soccombono alla superiore qualità dei bavaresi, che grazie alla tripletta proprio dell'attaccante ex Tottenham (tra cui un gol direttamente da centrocampo), alle doppiette di Sané e Musiala e alla rete di Müller vincono con il sonoro risultato di 8-0. A tale disfatta fanno seguito un'altra défaillance, la terza consecutiva, contro il Bochum (1-2) e due pareggi, per 0-0 contro il Magonza e per 1-1 a Friburgo.
Il girone di andata termina con altri quattro passi falsi in cinque partite (uno dei quali un altro largo K.O., uno 0-3 "immeritato" contro il Borussia Dortmund) con un solo pareggio (contro l'Hoffenheim, 3-3), che non basta a salvare il club dall'arrivare al giro di boa da ultimo in classifica (piazzamento che non abbandonerà più) con appena 10 punti. Nel frattempo, il direttore sportivo Carsten Wehlmann rassegna le proprie dimissioni.
La seconda parte del campionato si apre con l'Hessenderby di ritorno, che gli uomini di Lieberknecht riescono a pareggiare al quinto minuto di recupero con Klarer dopo essere stati in svantaggio 0-2. In ogni caso, i gigli continuano a stentare, faticando a raccogliere i risultati. Il 2 marzo si verifica una grave débâcle: il 6-0 che l'Augusta rifila ai padroni di casa, con ben cinque gol nei primi trenta minuti (record di tutti i tempi in Bundesliga) di cui due dell'ex Phillip Tietz, è duramente contestato dal pubblico biancoblu. Emblematico è, infatti, il gesto di un tifoso, che a fine partita entra in campo e conduce un discorso rabbioso alla squadra, da notare senza alcun accenno di intervento da parte dei tutori dell'ordine.
Il Darmstadt, ormai sull'orlo della retrocessione, si avvicina ancora di più al declassamento perdendo quattro partite in cinque turni, contro RB Lipsia (2-0), Bayern Monaco (2-5), Magonza (4-0) e Friburgo (0-1). Alla trentesima giornata, in occasione della trasferta di Colonia, gli assiani ritrovano la vittoria dopo ventitré turni, imponendosi per 0-2.
Il 28 aprile i Lilien vengono sconfitti per la ventesima volta in campionato, questa volta in casa dall'Heidenheim per 0-1 al 90'. Con questo risultato, si concretizza l'immediato ritorno in cadetteria con tre giornate d'anticipo.
La squadra affronta le ultime partite antecedenti la fine del campionato in linea con le prestazioni precedenti, subendo dunque tre dure sconfitte senza segnare nemmeno una rete: 3-0 in casa del Wolfsburg, di nuovo 0-6 tra le mura amiche, questa volta contro l'Hoffenheim, e 4-0 contro il Borussia Dortmund, nel giorno dell'ultima partita al Westfalenstadion di Marco Reus.
Raccogliendo 17 punti, i gigli si piazzano in fondo alla classifica. Miglior realizzatore dell'annata è Tim Skarke, autore di 8 gol.
In Coppa di Germania, il club assiano viene eliminato, sorprendentemente, al primo turno dall'Homburg, squadra di quarta divisione, con uno schiacciante 3-0.

## Divise e sponsor
Lo sponsor tecnico, per la sesta stagione consecutiva, è l'azienda svedese Craft Sportswear.
Sono due i marchi presenti sulle divise: HAIX, attività che si occupa di fabbricazione di scarpe da lavoro, come main sponsor al primo anno di partnership con la squadra tedesca e 28 BLACK, ditta lussemburghese di energy drink, a fare da sleeve sponsor per la seconda annata consecutiva.
Per il Derby contro l'Eintracht Francoforte del 21 gennaio, il logo di HAIX è stato sostituito da quello di una campagna di sensibilizzazione contro il cancro alla vescica indetta dalla Merck, azienda socia del Darmstadt.
| Casa | Trasferta | Terza divisa |

La divisa da casa sfoggia una livrea blu e bianca, come da tradizione del club assiano: presenta un design classico che richiama fortemente alle radici della squadra. Il colletto bianco è a V ed è ornato da dettagli azzurri, che si ripetono nelle due larghe linee laterali verticali sempre bianche, omaggio alle magliette storiche della compagine. Al posto dello stemma societario, sul cuore è esposto il solo giglio bianco, simbolo del Darmstadt, presente anche sui pantaloncini e sui calzettoni. Il kit di cortesia è invece caratterizzato da una base bianca, attraversata nel centro da un palo azzurro con effetto pennellato. Anche qui, come nella prima maglia, l'emblema del Darmstadt è rimpiazzato dal giglio, ricamato in rilievo lucido. I pantaloncini e i calzettoni sono blu ma sovente soggetti a variazioni. Il terzo completo è identico eccezion fatta per la scelta dell'arancione come colore primario.
| Prima divisa portiere | Seconda divisa portiere | Terza divisa portiere |

I portieri possono usufruire di tre completi: giallo, nero e verde. Il primo con inserti in blu, i restanti con omonimi bianchi.

## Organigramma societario
Dal sito internet ufficiale della società.
Area direttiva
- Presidente: Klaus Rüdiger Fritsch
- Vice presidenti: Markus Pfitzner, Volker Harr
- Comitato esecutivo: Anne Baumann, Wolfgang Arnold, Tom Eilers, Uwe Kuhl
- Direttori esecutivi: Michael Weilguny, Martin Kowalewski
- Organizzazione dipartimento giocatori tesserati: Michael Stegmayer

Area tecnica
- Allenatore: Torsten Lieberknecht
- Vice allenatori: Ovid Hajou, Kai Schmitz
- Direttore sportivo: Carsten Wehlmann fino al 29 dicembre 2023,[26] poi Torsten Lieberknecht, Michael Stegmayer, Tom Eilers ad interim fino al 15 aprile 2024,[26] poi Paul Fernie.[63]
- Team Manager: Matthias Neumann
- Assistenti: Jonas Nietzel, Michael Richter, Oliver Zach
- Preparatore dei portieri: Dimo Wache
- Preparatore atletico: Christopher Busse
- Allenatore di riabilitazione: Florian Bauer
- Match Analyst: Maximilian Kohl

Area medica 
- Medici sociali: Dr. Philip Jessen, Dr. Alexander Lesch, Dr. Ingo Schwinnen
- Fisioterapisti: David Ackermann, Katrin Herbig, Sebastian Pommer

## Rosa
Aggiornata al 1º febbraio 2024.
| N. |                     | Ruolo | Calciatore                     |
| -- | ------------------- | ----- | ------------------------------ |
| 1  | Germania (bandiera) | P     | Marcel Schuhen (vice capitano) |
| 3  | Svezia (bandiera)   | D     | Thomas Isherwood               |
| 4  | Germania (bandiera) | D     | Christoph Zimmermann           |
| 5  | Croazia (bandiera)  | D     | Matej Maglica                  |
| 6  | Germania (bandiera) | C     | Marvin Mehlem                  |
| 7  | Ghana (bandiera)    | A     | Braydon Manu                   |
| 8  | Germania (bandiera) | C     | Fabian Schnellhardt            |
| 9  | Scozia (bandiera)   | A     | Fraser Hornby                  |
| 10 | Svizzera (bandiera) | A     | Filip Stojilković              |
| 11 | Germania (bandiera) | C     | Tobias Kempe                   |
| 14 | Austria (bandiera)  | D     | Christoph Klarer               |
| 15 | Germania (bandiera) | C     | Fabian Nürnberger              |
| 16 | Germania (bandiera) | C     | Andreas Müller                 |
| 17 | Germania (bandiera) | D     | Frank Ronstadt                 |
| 17 | Germania (bandiera) | C     | Julian Justvan                 |
| 18 | Austria (bandiera)  | C     | Mathias Honsak                 |

| N. |                      | Ruolo | Calciatore                |
| -- | -------------------- | ----- | ------------------------- |
| 19 | Austria (bandiera)   | D     | Emir Karic                |
| 20 | Germania (bandiera)  | D     | Jannik Müller             |
| 22 | Germania (bandiera)  | A     | Aaron Seydel              |
| 23 | Albania (bandiera)   | D     | Klaus Gjasula             |
| 24 | Germania (bandiera)  | A     | Luca Pfeiffer             |
| 25 | Filippine (bandiera) | C     | Gerrit Holtmann           |
| 26 | Germania (bandiera)  | D     | Matthias Bader            |
| 27 | Germania (bandiera)  | A     | Tim Skarke                |
| 28 | Croazia (bandiera)   | C     | Bartol Franjić            |
| 29 | Svezia (bandiera)    | A     | Oscar Vilhelmsson         |
| 30 | Germania (bandiera)  | P     | Alexander Brunst          |
| 32 | Germania (bandiera)  | D     | Fabian Holland (capitano) |
| 38 | Germania (bandiera)  | D     | Clemens Riedel            |
| 40 | Germania (bandiera)  | A     | Sebastian Polter          |
| 42 | Germania (bandiera)  | A     | Fabio Torsiello           |
| 49 | Israele (bandiera)   | A     | Asaf Arania               |

## Calciomercato

### Sessione estiva (dal 1º luglio al 1º settembre)
La campagna acquisti del mercato estivo è corposa, infatti vengono presentati otto nuovi giocatori, dei quali la maggior parte in prestito. Si uniscono alla squadra a titolo temporaneo il difensore Matej Maglica dallo Stoccarda, il mediano classe 2000 Bartol Franjić dal Wolfsburg e gli attaccanti Fraser Hornby dal Reims e Tim Skarke dall’Union Berlino. Inoltre, sempre dallo Stoccarda arriva, sempre in prestito, Luca Pfeiffer, già giocatore del Darmstadt nel 2021-2022 (durante il quale aveva segnato 17 gol in 32 partite). Per circa 2 milioni di euro gli assiani si aggiudicano anche le prestazioni di Christoph Klarer, proveniente dal Fortuna Düsseldorf. Infine, Fabian Nürnberger si aggrega alla rosa dopo che il suo trasferimento era stato definito nel corso della stagione passata. Similmente avviene ad Andreas Müller, in arrivo dal Magdeburgo.
Per quanto riguarda il mercato in uscita, Patric Pfeiffer e Phillip Tietz, pedine fondamentali del club nelle precedenti annate, salutano Darmstadt e si accasano all’Augusta; se ne va Keanan Bennetts a zero, dopo una sola stagione, e Nemanja Celic, reduce da un anno di prestito, viene venduto a titolo definitivo al Ried. In più, scade il prestito di Magnus Warming e si ritira il portiere Steve Kroll, che entra nello staff.
| Acquisti         | Acquisti             | Acquisti           | Acquisti                       |
| R.               | Nome                 | da                 | Modalità                       |
| ---------------- | -------------------- | ------------------ | ------------------------------ |
| D                | Christoph Klarer     | Fortuna Düsseldorf | definitivo (2 milioni di euro) |
| D                | Matej Maglica        | Stoccarda          | prestito                       |
| C                | Fabian Nürnberger    | Norimberga         | fine contratto                 |
| C                | Bartol Franjić       | Wolfsburg          | prestito                       |
| C                | Andreas Müller       | Magdeburgo         | definitivo                     |
| A                | Fraser Hornby        | Stade Reims        | prestito                       |
| A                | Tim Skarke           | Union Berlino      | prestito                       |
| A                | Luca Pfeiffer        | Stoccarda          | prestito                       |
| Altre operazioni |                      |                    |                                |
| R.               | Nome                 | da                 | Modalità                       |
| P                | Morten Behrens       | Waldhof Mannheim   | fine prestito                  |
| P                | Antonis Makatounakis | OFI Creta          | fine prestito                  |
| C                | Nemanja Celic        | LASK               | fine prestito                  |
| C                | John Sesay           | RW Koblenz         | fine prestito                  |
| A                | André Leipold        | Kickers Würzburg   | fine prestito                  |
| A                | Henry Crosthwaite    | Astoria Walldorf   | fine prestito                  |

| Cessioni         | Cessioni             | Cessioni        | Cessioni                         |
| R.               | Nome                 | a               | Modalità                         |
| ---------------- | -------------------- | --------------- | -------------------------------- |
| P                | Antonis Makatounakis | AO Giouchtas    | definitivo                       |
| D                | Patric Pfeiffer      | Augusta         | fine contratto                   |
| D                | Philipp Sonn         | Wormatia Worms  | definitivo                       |
| D                | Keanan Bennetts      | Wehen Wiesbaden | fine contratto                   |
| C                | Yassin Ben Balla     | Sandhausen      | fine contratto                   |
| C                | Nemanja Celic        | Ried            | definitivo                       |
| C                | John Sesay           | UT Pétange      | prestito                         |
| A                | Phillip Tietz        | Augusta         | definitivo (2,2 milioni di euro) |
| A                | Henry Crosthwaite    | Hallescher      | prestito                         |
| A                | André Leipold        | Lafnitz         | definitivo                       |
| Altre operazioni |                      |                 |                                  |
| R.               | Nome                 | a               | Modalità                         |
| P                | Steve Kroll          |                 | fine carriera                    |
| A                | Magnus Warming       | Torino          | fine prestito                    |

### Sessione invernale (dal 2 gennaio al 1º febbraio)
A gennaio le operazioni riguardano perlopiù ingaggi in prestito fino al termine della stagione, che risultano essere tre: Julian Justvan dall’Hoffenheim, il filippino Gerrit Holtmann dal Bochum e Sebastian Polter dallo Schalke 04. 
Le cessioni sono due, entrambe al Kaiserslautern: una temporanea, ossia quella di Filip Stojilković, e una definitiva, del terzino Frank Ronstadt per 50 mila euro.
| Acquisti | Acquisti         | Acquisti   | Acquisti |
| R.       | Nome             | da         | Modalità |
| -------- | ---------------- | ---------- | -------- |
| C        | Julian Justvan   | Hoffenheim | prestito |
| A        | Gerrit Holtmann  | Bochum     | prestito |
| A        | Sebastian Polter | Schalke 04 | prestito |

| Cessioni | Cessioni          | Cessioni       | Cessioni                  |
| R.       | Nome              | a              | Modalità                  |
| -------- | ----------------- | -------------- | ------------------------- |
| D        | Frank Ronstadt    | Kaiserslautern | definitivo (50 mila euro) |
| A        | Filip Stojilković | Kaiserslautern | prestito                  |

## Risultati

### Bundesliga

#### Girone di andata
| Arbitro: | Osmers (Hannover) |

|                |           |  |
| Kolo Muani 40’ | Marcatori |  |

| Arbitro: | Ittrich (Amburgo) |

|            |           |                                       |
| Mehlem 24’ | Marcatori | 4’, 34’ Gosens 39’ Behrens 65’ Doekhi |

| Arbitro: | Jablonski (Brema) |

|                                                       |           |                 |
| Boniface 21’, 61’ Palacios 49’ Hofmann 67’ Hložek 83’ | Marcatori | 24’ Vilhelmsson |

| Arbitro: | Gerach (Landau) |

|                                  |           |                                         |
| Mehlem 8’ Maglica 10’ Skarke 33’ | Marcatori | 56’ Siebatcheu 73’ Neuhaus 77’ Čvančara |

| Arbitro: | Jöllenbeck (Friburgo) |

|                                |           |                    |
| Millot 22’ Guirassy 32’, 90+2’ | Marcatori | 17’ (aut.) Zagadou |

| Arbitro: | Petersen (Stuttgart) |

|                                                 |           |                         |
| Bader 4’ Skarke 25’ Mehlem 50’ Kempe 62’ (rig.) | Marcatori | 70’ Deman 78’ Veljković |

| Arbitro: | Aytekin (Oberasbach) |

|               |           |                             |
| Demirović 86’ | Marcatori | 52’ Skarke 70’ (rig.) Kempe |

| Arbitro: | Osmers (Hannover) |

|                  |           |                             |
| Kempe 32’ (rig.) | Marcatori | 1’, 72’ Openda 24’ Forsberg |

| Arbitro: | Petersen (Stuttgart) |

|                                                              |           |  |
| Kane 51’, 69’, 88’ Sané 56’, 64’ Musiala 60’, 76’ Müller 71’ | Marcatori |  |

| Arbitro: | Fritz (Korb) |

|                |           |                |
| Nürnberger 43’ | Marcatori | 25’, 54’ Asano |

| Darmstadt 11 novembre 2023, ore 15:30 CET 11ª giornata | Darmstadt         | 0 – 0 referto | Magonza | Merck-Stadion am Böllenfalltor (17 810 spett.)\| Arbitro: \| Siebert (Berlino) \| |
| Arbitro:                                               | Siebert (Berlino) |               |         |                                                                                   |

| Arbitro: | Stegemann (Niederkassel) |

|           |           |            |
| Höler 35’ | Marcatori | 18’ Honsak |

| Arbitro: | Ittrich (Amburgo) |

|  |           |           |
|  | Marcatori | 60’ Selke |

| Arbitro: | Schlager (Hügelsheim) |

|                               |           |                               |
| Schöppner 42’ Mainka 69’, 71’ | Marcatori | 52’ Skarke 60’ (aut.) Maloney |

| Arbitro: | Hartmann (Wangen) |

|  |           |              |
|  | Marcatori | 63’ L. Majer |

| Arbitro: | Willenborg (Osnabrück) |

|                             |           |                                 |
| Kramarić 14’ Bebou 28’, 66’ | Marcatori | 23’ L. Pfeiffer 57’, 85’ Skarke |

| Arbitro: | Aytekin (Oberasbach) |

|  |           |                                   |
|  | Marcatori | 24’ Brandt 77’ Reus 90+2’ Moukoko |

#### Girone di ritorno
| Arbitro: | Siebert (Berlino) |

|                          |           |                         |
| Justvan 61’ Klarer 90+5’ | Marcatori | 33’ Nkounkou 51’ Knauff |

| Arbitro: | Osmers (Hannover) |

|                |           |  |
| Hollerbach 62’ | Marcatori |  |

| Arbitro: | Reichel (Stuttgart) |

|  |           |                |
|  | Marcatori | 33’, 52’ Tella |

| Mönchengladbach 10 febbraio 2024, ore 15:30 CET 21ª giornata | Borussia M'gladbach      | 0 – 0 referto | Darmstadt | Borussia-Park (46 121 spett.)\| Arbitro: \| Stegemann (Niederkassel) \| |
| Arbitro:                                                     | Stegemann (Niederkassel) |               |           |                                                                         |

| Arbitro: | Welz (Wiesbaden) |

|              |           |                           |
| Seydel 90+5’ | Marcatori | 14’ Guirassy 90+2’ Dahoud |

| Arbitro: | Badstübner (Norimberga) |

|                      |           |             |
| Zimmermann 8’ (aut.) | Marcatori | 33’ Justvan |

| Arbitro: | Zwayer (Berlino) |

|  |           |                                                           |
|  | Marcatori | 2’, 84’ Tietz 12’ Jensen 20’, 29’ Demirović 25’ R. Vargas |

| Arbitro: | Hartmann (Wangen) |

|                                     |           |  |
| Isherwood 3’ (aut.) Baumgartner 50’ | Marcatori |  |

| Arbitro: | Reichel (Stuttgart) |

|                              |           |                                                  |
| Skarke 28’ Vilhelmsson 90+5’ | Marcatori | 36’, 64’ Musiala 45+1’ Kane 74’ Gnabry 90+3’ Tel |

| Arbitro: | Jablonski (Brema) |

|                     |           |                            |
| P. Hofmann 29’, 48’ | Marcatori | 62’ Skarke 76’ Vilhelmsson |

| Arbitro: | Schlager (Hügelsheim) |

|                                         |           |  |
| Hanche-Olsen 32’ Gruda 60’ Lee 80’, 84’ | Marcatori |  |

| Arbitro: | Stegemann (Niederkassel) |

|  |           |          |
|  | Marcatori | 36’ Dōan |

| Arbitro: | Jöllenbeck (Friburgo) |

|  |           |                            |
|  | Marcatori | 57’ Klarer 90’ Vilhelmsson |

| Arbitro: | Dankert (Rostock) |

|  |           |             |
|  | Marcatori | 90’ Dovedan |

| Arbitro: | Hartmann (Wangen) |

|                                |           |  |
| Wimmer 8’ Wind 10’ Černý 90+3’ | Marcatori |  |

| Arbitro: | Badstübner (Norimberga) |

|  |           |                                                     |
|  | Marcatori | 2’, 51’ Bebou 6’, 44’ Beier 22’ Kadeřábek 26’ Kabak |

| Arbitro: | Siebert (Berlino) |

|                                           |           |  |
| Maatsen 30’ Reus 38’ Brandt 72’ Malen 88’ | Marcatori |  |

### DFB-Pokal

#### Turni eliminatori
| Arbitro: | Schlager (Hügelsheim) |

|                                   |           |  |
| Mendler 10’ Heilig 49’ Harres 81’ | Marcatori |  |

## Statistiche

### Statistiche di squadra
Aggiornate al 18 maggio 2024.
| Competizione | Punti | In casa | In casa | In casa | In casa | In casa | In casa | In trasferta | In trasferta | In trasferta | In trasferta | In trasferta | In trasferta | Totale | Totale | Totale | Totale | Totale | Totale | DR  |
| Competizione | Punti | G       | V       | N       | P       | Gf      | Gs      | G            | V            | N            | P            | Gf           | Gs           | G      | V      | N      | P      | Gf     | Gs     | DR  |
| ------------ | ----- | ------- | ------- | ------- | ------- | ------- | ------- | ------------ | ------------ | ------------ | ------------ | ------------ | ------------ | ------ | ------ | ------ | ------ | ------ | ------ | --- |
| Bundesliga   | 17    | 17      | 1       | 3       | 13      | 15      | 44      | 17           | 2            | 5            | 10           | 15           | 42           | 34     | 3      | 8      | 23     | 30     | 86     | -56 |
| DFB-Pokal    | -     | 0       | 0       | 0       | 0       | 0       | 0       | 1            | 0            | 0            | 1            | 0            | 3            | 1      | 0      | 0      | 1      | 0      | 3      | -3  |
| Totale       | -     | 17      | 1       | 3       | 13      | 15      | 44      | 18           | 2            | 5            | 11           | 15           | 45           | 35     | 3      | 8      | 24     | 30     | 89     | -59 |

### Andamento in campionato
| Giornata  | 1  | 2  | 3  | 4  | 5  | 6  | 7  | 8  | 9  | 10 | 11 | 12 | 13 | 14 | 15 | 16 | 17 | 18 | 19 | 20 | 21 | 22 | 23 | 24 | 25 | 26 | 27 | 28 | 29 | 30 | 31 | 32 | 33 | 34 |
| --------- | -- | -- | -- | -- | -- | -- | -- | -- | -- | -- | -- | -- | -- | -- | -- | -- | -- | -- | -- | -- | -- | -- | -- | -- | -- | -- | -- | -- | -- | -- | -- | -- | -- | -- |
| Luogo     | T  | C  | T  | C  | T  | C  | T  | C  | T  | C  | C  | T  | C  | T  | C  | T  | C  | C  | T  | C  | T  | C  | T  | C  | T  | C  | T  | T  | C  | T  | C  | T  | C  | T  |
| Risultato | P  | P  | P  | N  | P  | V  | V  | P  | P  | P  | N  | N  | P  | P  | P  | N  | P  | N  | P  | P  | N  | P  | N  | P  | P  | P  | N  | P  | P  | V  | P  | P  | P  | P  |
| Posizione | 14 | 17 | 18 | 17 | 17 | 16 | 11 | 12 | 14 | 15 | 15 | 15 | 16 | 18 | 18 | 18 | 18 | 18 | 18 | 18 | 18 | 18 | 18 | 18 | 18 | 18 | 18 | 18 | 18 | 18 | 18 | 18 | 18 | 18 |

Fonte: (IT) Classifica progressiva Bundesliga, su tuttocampo.it. URL consultato il 12 maggio 2024 (archiviato il 12 maggio 2024).
Legenda:

Luogo: C = Casa; T = Trasferta. Risultato: V = Vittoria; N = Pareggio; P = Sconfitta.

### Statistiche dei giocatori
Aggiornate al 18 maggio 2024.
Sono in corsivo i calciatori che hanno lasciato la squadra a stagione in corso.
| Giocatore       | Bundesliga | Bundesliga | Bundesliga  | Bundesliga | DFB-Pokal | DFB-Pokal | DFB-Pokal   | DFB-Pokal  | Totale   | Totale | Totale      | Totale     |
| Giocatore       | Presenze   | Reti       | Ammonizioni | Espulsioni | Presenze  | Reti      | Ammonizioni | Espulsioni | Presenze | Reti   | Ammonizioni | Espulsioni |
| --------------- | ---------- | ---------- | ----------- | ---------- | --------- | --------- | ----------- | ---------- | -------- | ------ | ----------- | ---------- |
| A. Arania       | 1          | 0          | 0           | 0          | 0         | 0         | 0           | 0          | 1        | 0      | 0           | 0          |
| M. Bader        | 24         | 1          | 1           | 0          | 0         | 0         | 0           | 0          | 24       | 1      | 1           | 0          |
| A. Brunst       | 3          | -10        | 2           | 0          | 0         | 0         | 0           | 0          | 3        | -10    | 2           | 0          |
| B. Franjić      | 20         | 0          | 5           | 0          | 0         | 0         | 0           | 0          | 20       | 0      | 5           | 0          |
| K. Gjasula      | 22         | 0          | 7           | 1          | 0         | 0         | 0           | 0          | 22       | 0      | 7           | 1          |
| F. Holland      | 23         | 0          | 4           | 1          | 1         | 0         | 1           | 0          | 24       | 0      | 5           | 1          |
| G. Holtmann     | 10         | 0          | 1           | 0          | 0         | 0         | 0           | 0          | 10       | 0      | 1           | 0          |
| M. Honsak       | 23         | 1          | 1           | 0          | 1         | 0         | 0           | 0          | 24       | 1      | 1           | 0          |
| F. Hornby       | 7          | 0          | 1           | 0          | 1         | 0         | 0           | 0          | 8        | 0      | 1           | 0          |
| T. Isherwood    | 12         | 0 (-1)     | 1           | 0          | 0         | 0         | 0           | 0          | 12       | 0      | 1           | 0          |
| J. Justvan      | 14         | 2          | 1           | 0          | 0         | 0         | 0           | 0          | 14       | 2      | 1           | 0          |
| E. Karic        | 27         | 0          | 4           | 0          | 1         | 0         | 0           | 0          | 28       | 0      | 4           | 0          |
| T. Kempe        | 24         | 3          | 1           | 0          | 0         | 0         | 0           | 0          | 24       | 3      | 1           | 0          |
| C. Klarer       | 30         | 2          | 9           | 0          | 1         | 0         | 0           | 0          | 31       | 2      | 9           | 0          |
| M. Maglica      | 26         | 1          | 7           | 2          | 1         | 0         | 0           | 0          | 27       | 1      | 7           | 2          |
| B. Manu         | 4          | 0          | 1           | 0          | 1         | 0         | 0           | 0          | 5        | 0      | 1           | 0          |
| M. Mehlem       | 20         | 3          | 3           | 0          | 1         | 0         | 0           | 0          | 21       | 3      | 3           | 0          |
| A. Müller       | 11         | 0          | 3           | 0          | 0         | 0         | 0           | 0          | 11       | 0      | 3           | 0          |
| J. Müller       | 16         | 0          | 5           | 0          | 0         | 0         | 0           | 0          | 16       | 0      | 5           | 0          |
| F. Nürnberger   | 21         | 1          | 2           | 0          | 1         | 0         | 0           | 0          | 22       | 1      | 2           | 0          |
| L. Pfeiffer     | 24         | 1          | 3           | 0          | 0         | 0         | 0           | 0          | 24       | 1      | 3           | 0          |
| S. Polter       | 9          | 0          | 0           | 0          | 0         | 0         | 0           | 0          | 9        | 0      | 0           | 0          |
| C. Riedel       | 14         | 0          | 2           | 0          | 1         | 0         | 1           | 0          | 15       | 0      | 3           | 0          |
| F. Ronstadt     | 4          | 0          | 0           | 0          | 0         | 0         | 0           | 0          | 4        | 0      | 0           | 0          |
| F. Schnellhardt | 10         | 0          | 1           | 0          | 1         | 0         | 0           | 0          | 11       | 0      | 1           | 0          |
| M. Schuhen      | 31         | -76        | 2           | 0          | 1         | -3        | 0           | 0          | 32       | -79    | 2           | 0          |
| A. Seydel       | 16         | 1          | 1           | 0          | 0         | 0         | 0           | 0          | 16       | 1      | 1           | 0          |
| T. Skarke       | 30         | 8          | 7           | 0          | 0         | 0         | 0           | 0          | 30       | 8      | 7           | 0          |
| F. Stojilković  | 6          | 0          | 1           | 0          | 1         | 0         | 0           | 0          | 7        | 0      | 1           | 0          |
| F. Torsiello    | 10         | 0          | 0           | 0          | 0         | 0         | 0           | 0          | 10       | 0      | 0           | 0          |
| O. Vilhelmsson  | 26         | 4          | 2           | 0          | 1         | 0         | 0           | 0          | 27       | 4      | 2           | 0          |
| C. Zimmermann   | 19         | 0 (-1)     | 5           | 0          | 1         | 0         | 1           | 0          | 20       | 0      | 6           | 0          |

## Giovanili

### Organigramma
Dal sito internet ufficiale della società.
Area direttiva
- Responsabile settore giovanile: Björn Kopper
- Direttore sportivo: Björn Müller
- Direttore dell'organizzazione, responsabile scuola calcio: Tim Kuhl
- Direttore educativo e pedagogico: Gösta Kiefer
- Responsabile scouting: Christian Schütz

Area tecnica
- Allenatori formazione U19: Daniel Petrowsky, Max Lieberknecht
- Allenatori formazione U17: Patrick Kurt, Johannes Behlau
- Allenatori formazione U16: Kiriakos Topousidis, Edin Jusić
- Allenatori formazione U15: Eric Ledwina, Lukas Müller
- Direttore preparatori atletici: Abed Hadji
- Preparatori atletici: Fabian Schneider, Felix Forster, Leo Heidelmann
- Preparatori dei portieri: Steve Kroll, Maximilian Krumm, Dominik Roos, Ricardo Lopez
- Individual Training: Tobias Hitzel, Mario Basel, Erwin Villavicencio, Timo Schäfer

Area medica
- Medici sociali: Joachim Maixner, Patric Behr, Jochen Ohlmann, Michael Wild
- Fisioterapisti: Philip Emrich, Erlea Noller, Janina Rexroth, Nabil Bouajaja, Indira Weber

### Piazzamenti
- Under-19
  - Campionato: 1° (in corso) [143]
- Under-17
  - Campionato: 1° (in corso) [144]
- Under-16
  - Campionato: 1° (in corso) [145]